# St-Jacques de Lambour

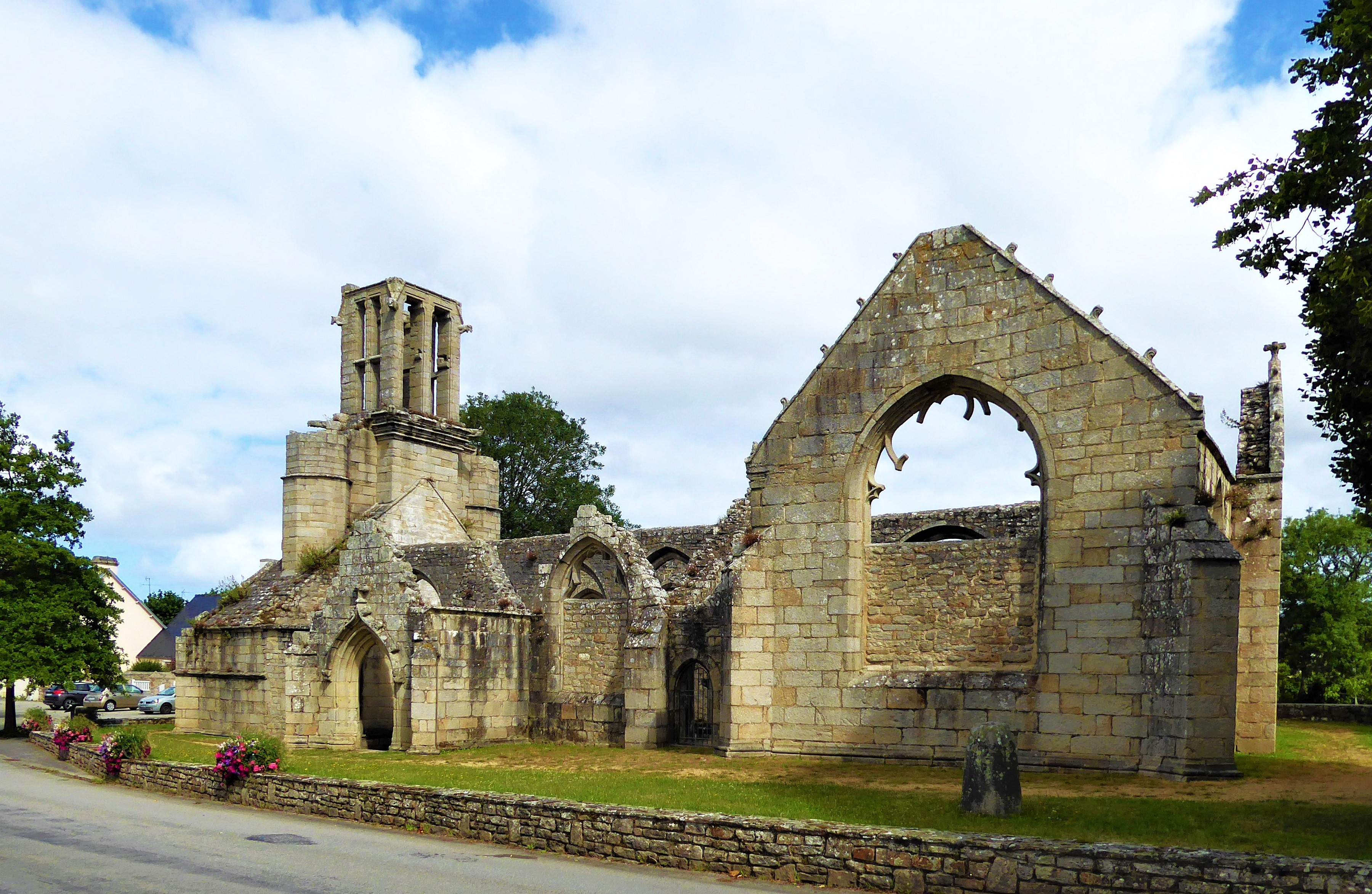
St-Jacques de Lambour, Ansicht von Süden

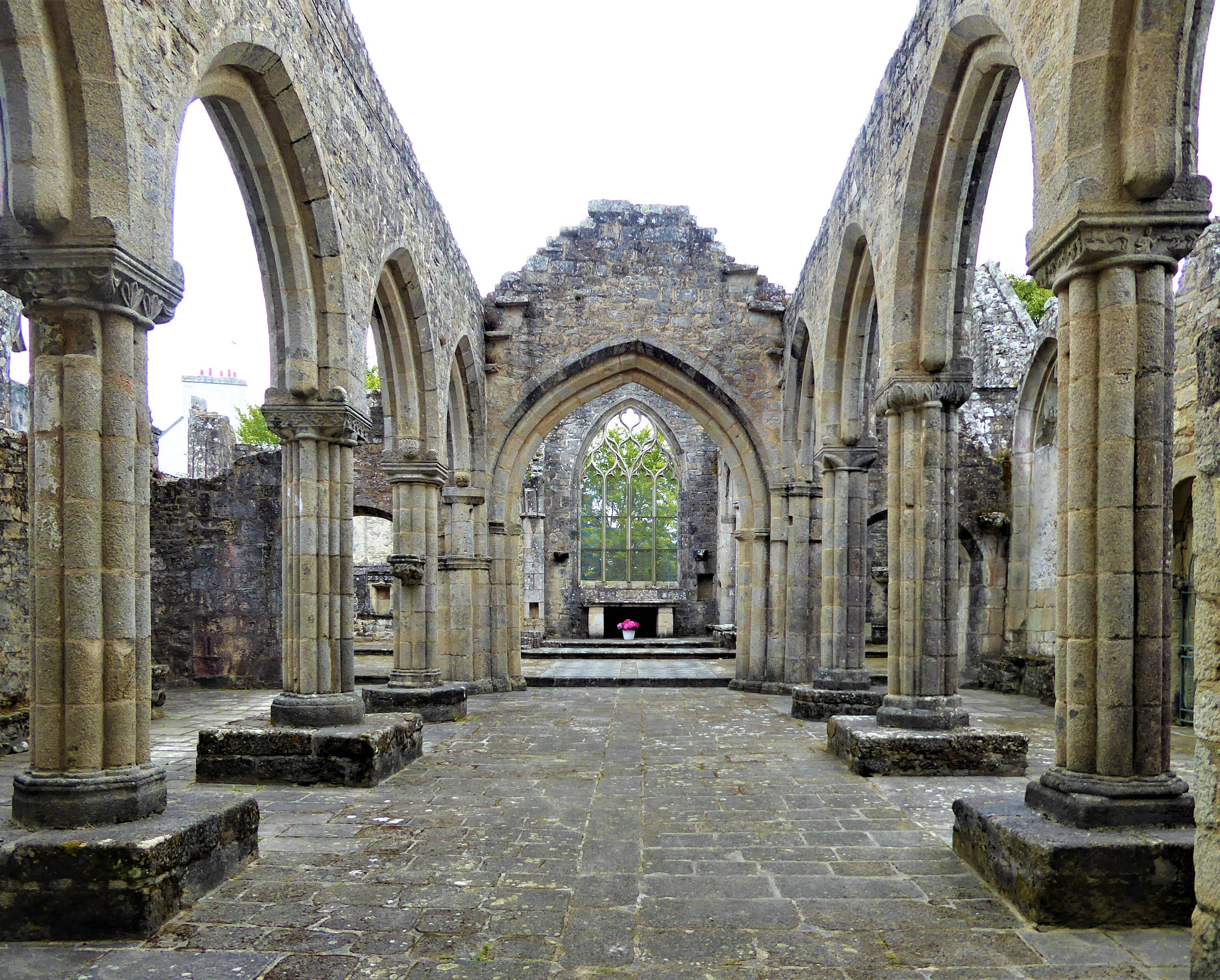
Blick durch das Mittelschiff Richtung Chor

St-Jacques de Lambour ist eine Kirchenruine in Pont-l’Abbé (Département Finistère) in der Bretagne. Die Ruine ist seit 1896 als Monument historique klassifiziert.

## Geschichte
Mit dem Bau von St-Jacques de Lambour wurde im 13. Jahrhundert begonnen. Die Bauzeit zog sich bis in das 16. Jahrhundert, als die Kirche mit Elementen der Flamboyantgotik für die Einwohner von Lambour, heute ein Vorort von Pont-l’Abbé, vollendet wurde. St-Jacques entstand als dreischiffige Kirche auf dem Grundriss eines Taukreuzes, wobei das nördliche Querhaus breiter ist als das südliche.
Das Gotteshaus gehörte zu der Gruppe bretonischer Kirchen, denen nach dem Aufstand gegen die Papiersteuer 1675 auf Anordnung Ludwig XIV. die Kirchturmspitze entfernt wurde. Nach der Französischen Revolution verfiel das Gebäude und wurde schließlich auf Beschluss des Stadtrates von Pont-l’Abbé aufgegeben. Das Inventar wurde in die Kirche Notre-Dame-des-Carmes überführt.